# Lobster boat
Le lobster boat (in lingua italiana aragostiere) sono imbarcazioni originarie del Maine, un'area dedita fin dai tempi dei nativi americani alla pesca di aragoste, ma ha visto il suo sviluppo in quest'attività soprattutto a partire dalla metà dell'Ottocento, seguito da un considerevole incremento a partire dai primi anni del XX secolo con l'avvento delle barche a motore.

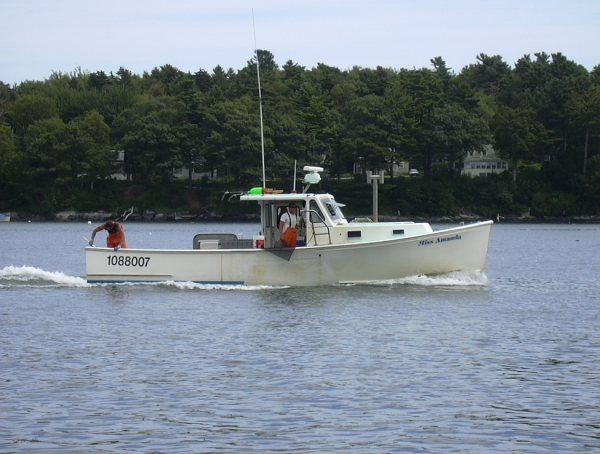
Una classica aragostiera del Maine

La sostituzione della vela con il motore permise alle prime Lobster Boats di fare ingresso nei mari del Maine rendendo il campo di pesca più esteso e la pesca stessa meno soggetta alle avverse condizioni atmosferiche e del mare. 
Essendo barche da lavoro, le principali funzioni che le lobster boats avevano erano quelle di essere sicure ed affidabili perché i loro comandanti venivano trasportati dal lavoro in
alcuni dei mari più perigliosi, nelle peggiori condizioni meteorologiche. A partire dalla fine della Seconda guerra mondiale le aragostiere non vennero più utilizzate solamente come barche da
lavoro dai pescatori, ma subirono delle modifiche progettuali che le portarono ad essere delle vere e proprie imbarcazioni utilizzate per il tempo libero.
Ciò che avvenne a partire dagli anni cinquanta seguì un filone principale: la trasformazione delle vecchie barche da pesca in imbarcazioni da diporto, seguito dal sempre più forte interesse da parte degli "yachtsman" per questo tipo di imbarcazioni, sicure ed affidabili, ma al tempo stesso aggraziate in navigazione. Gli yacht che venivano costruiti erano leggermente più elaborati, con interni più spaziosi e meno spartani.
Dal punto di vista tecnico, le Lobster Boat subirono una costante evoluzione fino ai modelli attuali. Numerosi sono stati i cambiamenti, dal passaggio dal legno alla vetroresina nei materiali di costruzione, che ha reso l'imbarcazione meno soggetta all'usura del tempo, ad una costante evoluzione nel design della carena e nella motorizzazione che ne hanno migliorato le doti di marinità.
Oggi le lobster boats vengono costruite da alcuni tra i più importanti cantieri specializzati nella costruzione di imbarcazioni classiche, prevalentemente negli Stati Uniti e in Italia.